# ドラえもん知識王No.1決定戦SP
『ドラえもん知識王No.1決定戦SP』（どらえもんちしきおうなんばーわんけっていせんすぺしゃる）は、2014年8月1日にテレビ朝日系列で放送されたアニメバラエティ番組・特別番組（教養クイズ番組）である。

## 概要
1979年開始のテレビ朝日版のテレビアニメ『ドラえもん』の35周年を記念して放送された特別番組であり、20名強の著名人が「ドラえもん」の知識をクイズ形式で争う。
テレビアニメ『ドラえもん』を単独で扱うクイズ番組としてはこれが初となり、同時にドラえもんも史上初めてクイズ番組の司会を務めた。
放送に先駆けて、若手芸能人中心に、本放送に出演できる1枠を賭けた大予選会を、2014年7月26日の14:45 - 16:00に放送。
また放送当日は、19:00 - 19:54の『ドラえもん1時間SP』と合わせて、『ドラえもん夏祭り3時間SP』として放送された。

## 大予選会出演者

### MC
- ドラミ（声 - 千秋）
- 清水俊輔（テレビ朝日アナウンサー）
- 弘中綾香（同上）

### 解答者
- 赤羽健一、一木美里、エンジェリック乱世、大嶽遥、北村まりこ、小出真保、小森未彩、三枝玲奈、橘花梨、川久保拓司、河谷麻瑚、工藤遥、澤田夏生、島村智、せつこ、角田貴成、新美真志、西尾季隆、脳みそ夫、爆烈Q、馬場さおり、譜久村聖、フジタ、藤本亮、前田健、増子潤也、丸山れいや、森崎まみ、山本しろう、わたび～先生

## 本放送出演者

### MC
- ドラえもん（声 - 水田わさび）
- 羽鳥慎一
- 小池栄子

### 解答者
- なだぎ武、田中広子、市川美織、八田亜矢子、菊地亜美、飯窪春菜、鈴木あきえ、篠原ともえ、古坂大魔王、久保田直子、多田健二、柴田理恵、鬼龍院翔、川谷修士、高橋茂雄（優勝）、DJ KOO、森永卓郎、勝俣州和、高橋健一、大嶽遥（大予選会優勝者）

## 放送内容
大予選会・本戦共に、敗者から退場していくサバイバル方式を、全3ステージに渡って実施。
問題は、キャラクターにひみつ道具、劇場版やアメリカ版の内容など多岐に渡るが、原則テレビアニメ版を基準として出題される。
第1ステージ（初級問題）は、3択形式。全問終了した時点で、正解数の上位10名（同順位タイが複数名の場合、11名以上）が第2ステージ進出。
第2ステージ（中級問題）は、筆記形式。全問終了した時点で、正解数の上位3名が決勝ステージ進出。
決勝ステージ（上級問題）は、早押し形式。不正解は、その問題の解答権を失う。3問先取した人が優勝。

## スタッフ
- 企画：奥川晃弘
- 構成：骨川健作、渡辺アツシ、佐藤俊明、デーブ八坂
- ナレーション：水田わさび（ドラえもん役）、大原めぐみ（野比のび太役）、かかずゆみ（しずか役）、木村昴（ジャイアン役）、関智一（スネ夫役）/清水俊輔・松尾由美子（テレビ朝日アナウンサー）
- 技術：福元昭彦
- SW：雨森貴之
- カメラ：石渡剛
- 照明：大場浩
- 映像：高橋秀文
- 音声：江尻和茂
- 美術：小山晃弘
- デザイン：吉岡理人
- 美術進行：奥田裕美、森みどり
- 大道具：小野祐樹
- 電飾・システム：白石剛、塚原聡
- モニター：大西勇史
- ヘアメイク：川口カツラ店
- 編集：西巻勇樹（IMAGICA）
- MA：中野亮一（IMAGICA）
- 音効：國安啓、吉田達朗
- TK：村田理実
- 宣伝：尾木実愛
- 編成：吉川徹、林智乃
- デスク：稲月彰子
- WEB制作：古澤良子
- 問題協力：神谷直己
- 制作スタッフ：秋山真彦、小澤優、愛甲絢那、三瓶翔士、長塚眞梨子、駒澤穂子、守澤はるか、鈴木康裕、村上和光、土屋慶太、小嶋悠介、坂口英雄、西尾良介、太刀掛篤志、前川隆太、高橋真
- アシスタントプロデューサー：伊部千佳子、久野木麻子、石坂久美子、樋口玲
- ディレクター：大澤宏一郎、長崎玲史、大石展裕、林慶遥、大谷真也、久保信広、中山明徳
- チーフディレクター：田中元基
- プロデューサー：菅原悠平、藤原努（ホリプロ）
- ゼネラルプロデューサー：樋口圭介
- 技術協力：七澤甲・谷口賢司（tsp）
- 美術協力：テレビ朝日クリエイト
- 協力：株式会社メディコム・トイ、株式会社バンダイ、株式会社セキグチ、東京オフラインセンター
- 写真提供：アフロ
- 企画協力：藤子プロ、小学館、シンエイ、ADK、小学館集英社プロダクション
- 制作協力：ホリプロ、東通企画、メディア・バスターズ、ViViA
- 制作著作：テレビ朝日